# Lijst van rivieren in Oeganda

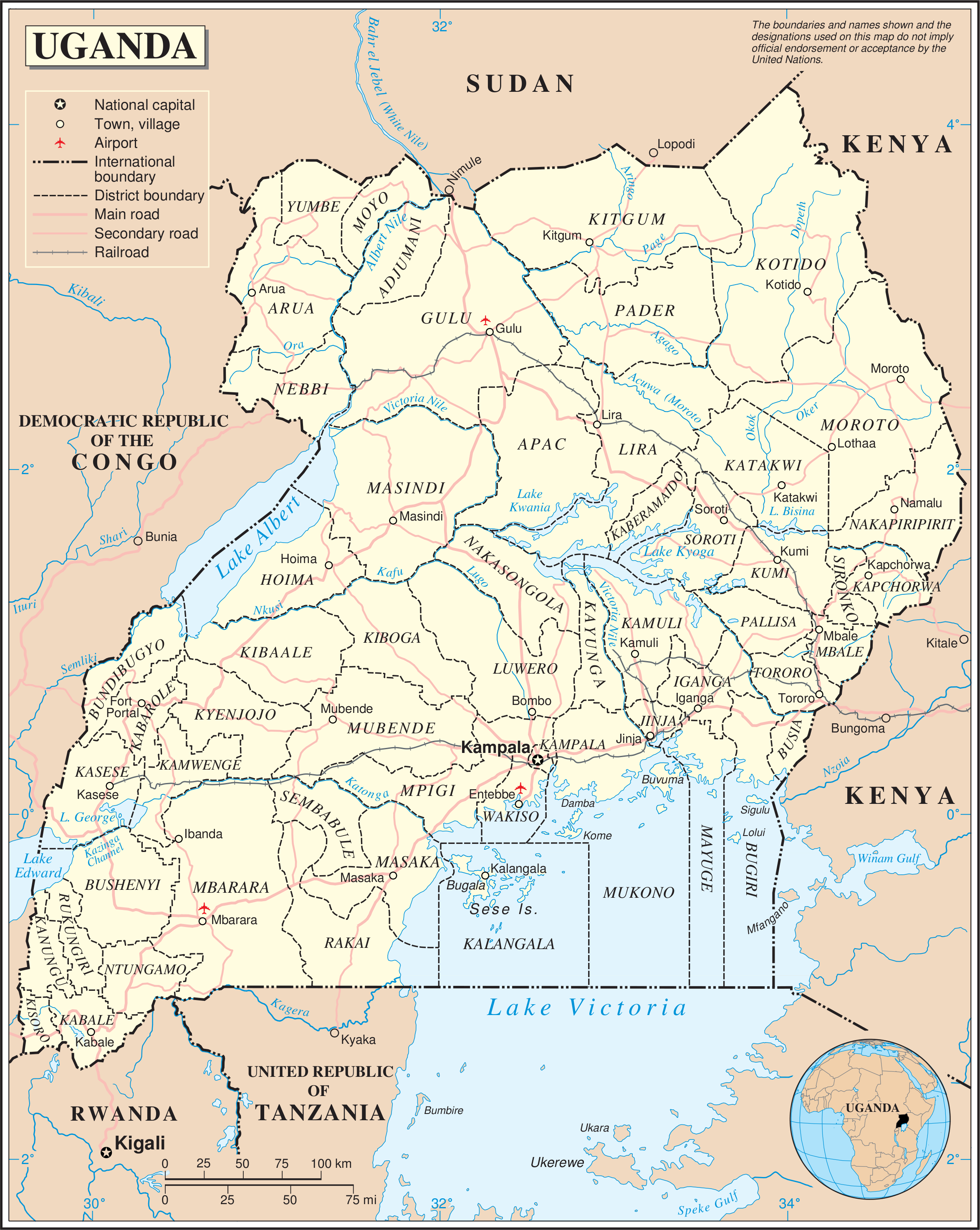
Kaart van Oeganda.

Dit is een lijst van rivieren in Oeganda. De rivieren in deze lijst zijn geordend naar drainagebekken en de opeenvolgende zijrivieren zijn ingesprongen weergegeven onder de naam van elke hoofdrivier.

## Middellandse Zee
- Nijl
  - Witte Nijl (Bahr al Jabal, Albertnijl)
    - Kidepo
      - Narus

    - Achwa
      - Pager

    - Ora
      - Nyagak

    - Victorianijl
      - Kafu (Kabi) - ook verbonden met de Nkusi
        - Lugogo
        - Mayanja

      - Kyogameer
        - Sezibwa
          - Lwajjali

      - Bisinameer
        - Okok

      - Victoriameer
        - Katonga - ook verbonden met het Edwardmeer en de Semliki via het Kazingakanaal
        - Kagera

    - Albertmeer
      - Nkusi
      - Muzizi
      - Semliki
        - Lamia
        - Edwardmeer
          - Ishasha (via het Edwardmeer)

## Turkanameer
- Turkwel (Kenia)
  - Suam